# Candelaria (Canárias)
Candelaria é um município da Espanha na província de Santa Cruz de Tenerife, (na ilha de Tenerife) comunidade autónoma das Canárias. Tem 49,2 km² de área e em 2021 tinha 28 463 habitantes (densidade: 578,5 hab./km²). É famosa por ter sido nesta cidade a estátua de Nossa Senhora da Candelária (padroeira das Ilhas Canárias), que é venerada na Basílica da Candelária.

## História
As origens históricas do Villa Mariana (capital espiritual das ilhas Canárias) para a aparição da Virgem Maria, que segundo a lenda, foi encontrado nas proximidades da praia Chimisay (atual município do Güímar) no século XIV, nos tempos dos Guanches o rei ordenou manter a "figura estranha". Então, a imagem da Virgem foi posteriormente transferida para uma caverna por trás da atual Basílica de Nossa Senhora da Candelária.
Várias igrejas foram construídas no local ao longo dos séculos para venerar a Virgem, em 1949 iniciou a construção da actual basilica, que terminaria em 1959. Candelária é hoje um dos principais destinos turísticos no arquipélago, recebe mais de 2,5 milhões de visitantes anualmente.

## Demografia
| Variação demográfica do município entre 1991 e 2004 | Variação demográfica do município entre 1991 e 2004 | Variação demográfica do município entre 1991 e 2004 | Variação demográfica do município entre 1991 e 2004 |
| --------------------------------------------------- | --------------------------------------------------- | --------------------------------------------------- | --------------------------------------------------- |
| 1991                                                | 1996                                                | 2001                                                | 2004                                                |
| 10688                                               | 12392                                               | 14247                                               | 19197                                               |

| Noroeste: La Matanza de Acentejo             | Norte: El Rosario |                         |
| Oeste: Santa Úrsula e La Matanza de Acentejo | Candelaria        | Leste: Oceano Atlântico |
|                                              | Sul: Arafo        |                         |